# Element 2. periode
Element 2. periode je eden izmed kemijskih elementov v drugi vrstici (ali periodi) periodnega sistema. Tabela periodnega sistema ima vrstice, ki predstavljajo periode. Položaj elementa v periodnem sistemu je povezan z razporeditvijo elektronov po lupinah, podlupinah in orbitalah. Perioda periodnega sistema, v kateri je element, se ujema s številom lupin, ki jih zasedajo njegovi elektroni. Od leve proti desni se vsakemu naslednjemu elementu poveča število elektronov za ena. Zato se elementi v isti periodi razlikujejo po lastnostih. Vsaka perida se začne z alkalijskim elementom, ki ima en valenčni elektron, in se konča z žlahtnim plinom.
Ta perioda ustreza polnjenju druge (n = 2) lupine, natančneje njenih podlupin 2s in 2p. Elementi periode 2 upoštevajo pravilo okteta, saj potrebujejo osem elektronov, da dokončajo svojo valentno lupino, kjer je lahko največ osem elektronov: dva v 2s orbitali in šest v 2p podlupini. 

## Elementi
| Kemični element | Kemični element | Kemični element | Blok   | Elektronska konfiguracija |
| 3               | Li              | Litij           | blok s | [He] 2s1                  |
| 4               | Be              | Berilij         | blok s | [He] 2s2                  |
| 5               | B               | Bor             | blok p | [He] 2s2 2p1              |
| 6               | C               | Ogljik          | blok p | [He] 2s2 2p2              |
| 7               | N               | Dušik           | blok p | [He] 2s2 2p3              |
| 8               | O               | Kisik           | blok p | [He] 2s2 2p4              |
| 9               | F               | Fluor           | blok p | [He] 2s2 2p5              |
| 10              | Ne              | Neon            | blok p | [He] 2s2 2p6              |